# Blue Jay Way
〈Blue Jay Way〉는 영국의 록 밴드 비틀즈가 녹음한 곡이다. 조지 해리슨이 작곡한 이 곡은 1967년 그룹의 《Magical Mystery Tour》 EP와 음반에 수록되었다. 이 노래는 해리슨이 샌프란시스코의 헤이트애시베리 지역을 방문하기 직전인 1967년 8월 머물렀던 로스앤젤레스의 할리우드 힐스의 한 거리의 이름을 따서 지어졌다. 이 가사에는 음악 홍보 담당자인 데렉 테일러가 안개가 자욱한 언덕을 뚫고 블루 제이 웨이로 가는 길을 찾기를 기다리는 해리슨의 기다림이 담겨 있으며, 해리슨은 런던에서 로스앤젤레스로 가는 비행 후 깨어 있으려고 애썼다.
이 시기의 여러 해리슨의 작곡과 마찬가지로, 비틀즈는 해리슨이 연주하는 드론 같은 해먼드 오르간 부분을 포함하여 트랙에서 서양 악기만을 사용했지만, 〈Blue Jay Way〉는 인도 고전 음악의 측면을 통합하고 있다. 그룹의 사이키델릭 시대에 만들어진 이 트랙은 플랜징, 레슬리 로터리 효과, 역전 테이프 사운드와 같은 스튜디오 기술을 폭넓게 활용한다. 이 곡은 1967년 비틀즈의 텔레비전 영화 《매지컬 미스테리 투어》에 등장했는데, 이 곡이 녹음에서 분명히 드러난 불안감과 탈골감을 시각적으로 재현한 순서였다.
일부 평론가들은 이 노래가 단조롭다고 일축했지만, 다른 많은 비평가들은 그 노래의 갈망하는 질과 어두운 음악적 분위기에 감탄했다. 컨시퀀스 오브 사운드 웹사이트는 〈Blue Jay Way〉를 "천사의 도시에 외설적이고 소름끼치는 신화를 추가하며 히트한 유령의 집"이라고 묘사하고 있다. 로스앤젤레스와 계속 연결된 이 곡은 컬트 리더 찰스 맨슨이 미국 인종과 관련된 반문화 혁명의 헬터 스켈터 이론의 토대로서 채택한 최초의 비틀즈 곡 중 하나이다. 이 노래를 취재한 아티스트로는 버드 섕크, 콜린 뉴먼, 트레이시 본햄, 수지 앤 더 밴시스 그리고 그렉 호크스 등이 있다.

## 참여 인원
- 조지 해리슨 – 리드 보컬, 해먼드 오르간, 백킹 보컬
- 존 레논 – 백킹 보컬, 해먼드 오르간[1][2]
- 폴 매카트니 – 백킹 보컬, 베이스 기타
- 링고 스타 – 드럼, 탬버린
- 이름없는 세션 뮤지션 – 첼로